# Villa Schwob
La Villa Schwob, appelée aussi  Villa Turque, est une maison située à La Chaux-de-Fonds, Suisse. Elle est l'œuvre de Charles-Édouard Jeanneret, futur Le Corbusier pour son commanditaire, Anatole Schwob, fabricant d’horlogerie. Sa construction eut lieu en 1916-1917. La villa a été acquise par la société Ebel en 1986.

## Description

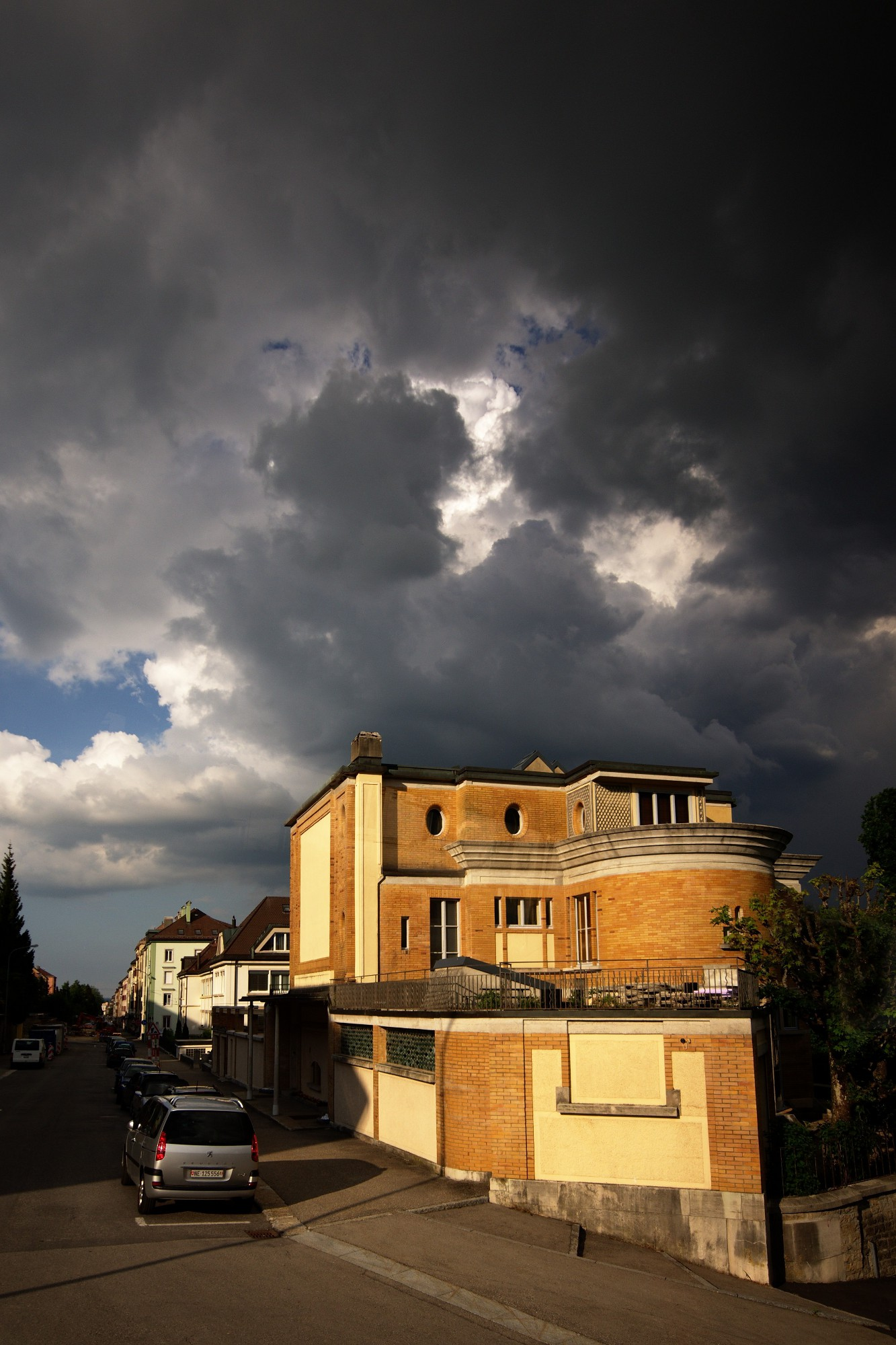
La villa Schwob

La construction est basée sur une structure de béton armé. Le Corbusier y applique les principes du brevet "Dom-Ino" qu'il a déposé en 1914. L'ossature porte les planchers et l'escalier et permet ainsi de libérer le plan. L'architecte associe brique et béton dans une construction sans murs porteurs et aux toits plats. 16 piliers soutiennent 4 dalles. Si la silhouette générale de la Villa Schwob l'éloigne par son classicisme des futures villas blanches (1922-1931), l'esprit moderne est présent dans la structure du bâtiment,. La villa est inscrite comme bien culturel d'importance nationale.